# The Missing Piece
The Missing Piece è il nono album in studio del gruppo britannico di rock progressivo Gentle Giant, pubblicato nel 1977.

## Tracce
Testi e musiche di Kerry Minnear, Derek Shulman e Ray Shulman.
Lato A
1. Two Weeks in Spain – 3:00
2. I'm Turning Around – 3:54
3. Betcha Thought We Couldn't Do It – 2:20
4. Who Do You Think You Are? – 3:33
5. Mountain Time – 3:19

Lato B
1. As Old as You're Young – 4:19
2. Memories of Old Days – 7:15
3. Winning – 4:12
4. For Nobody – 4:00

## Formazione
- Gary Green – chitarra, percussioni
- Kerry Minnear – tastiere, vibrafono, percussioni, violoncello, moog, voce, cori
- Derek Shulman – voce, sassofono contralto
- Ray Shulman – basso, violino, chitarra, percussioni, voce
- John Weathers – batteria, percussioni, xilofono